# Sketchi
Sketchi è un album in studio del musicista statunitense Cex, pubblicato nel 2007.

## Tracce
1. Damon Kvols – 10:25
2. Rattler Bin – 5:41
3. Waiting 4 Yankovic – 6:08
4. Camber Sands – 6:10
5. Gooby Says – 6:42
6. Oregon Ridge – 7:03
7. Suffocating Champion – 6:40
8. God Blessing – 6:00
9. Pilsenmx (feat. Nice Nice) – 6:04